# Ханхайм
Ханхайм (нем. Hahnheim) — община в Германии, в земле Рейнланд-Пфальц.
Входит в состав района Ландкрайс Майнц Бинген. Подчиняется управлению Нирштайн-Оппенхайм. Население составляет 1577 человек (на 31 декабря 2010 года). Занимает площадь 6,39 км².